# Neuvy-en-Dunois
Neuvy-en-Dunois är en kommun i departementet Eure-et-Loir i regionen Centre-Val de Loire strax norr om centrala Frankrike. Kommunen ligger i kantonen Bonneval som tillhör arrondissementet Châteaudun. År 2022 hade Neuvy-en-Dunois 305 invånare.

## Befolkningsutveckling
Antalet invånare i kommunen Neuvy-en-Dunois
Referens:INSEE